# جنیفر سائول
جنیفر ماتر سائول (زاده ۱۹ فوریه ۱۹۶۸) یک فیلسوف آمریکایی است که در زمینه فلسفه زبان و فلسفه فمینیسم فعالیت می‌کند. سائول استاد فلسفه در دانشگاه شفیلد است و همچنین در دانشگاه واترلو نیر تدریس می‌کند.

## زندگی‌نامه
سائول دارای مدرک لیسانس از دانشگاه روچستر و مدرک کارشناسی ارشد و دکترا از دانشگاه پرینستون است، وی در آنجا زیر نظر اسکات سومز تحصیل کرد.
سائول در یک همکاری با هلن بیبی، استاد فلسفه دانشگاه منچستر، گزارشی را برای انجمن فلسفی بریتانیا و انجمن زنان در فلسفه انگلستان با عنوان «زنان در فلسفه در بریتانیا: یک گزارش» نوشت.سائول مکرراً در بسیاری از نشریات غیر آکادمیک نظراتی دربارهٔ زنان در فلسفه می‌نویسد.
سائول یکی از بنیانگذاران و یکی از وبلاگ نویسان مجله اینترنتی فیلسوفان فمینیست است، انجمنی که بر تعصبات جنسیتی تمرکز دارد. کمپین کنفرانس جنسیت انجمن با هدف برجسته کردن عدم مشارکت و نمایندگی فیلسوفان زن در رویدادهای جهانی اجرا می‌شود.

## حوزه‌های تحقیقاتی
تحقیقات اولیه سائول در فلسفه تحلیلی زبان و فلسفه فمینیستی است. او در کتاب خود در سال ۲۰۱۲ از انتشارات دانشگاه آکسفورد، دروغ، گمراه کردن و آنچه گفته می‌شود: کاوشی در فلسفه زبان و اخلاق، استدلال می‌کند که تمایز بین دروغ‌گویی و گمراه‌کردن از لحاظ نظری مهم است و موضوعات مختلفی را در فلسفه زبان روشن می‌کند. محتوای معنایی، دلالت و ادعا، از آنجایی که از نظر اخلاقی نیز معنادار است، راه‌هایی را نشان می‌دهد که ارتباطات و گفتار برای تحلیل اخلاقی مناسب هستند. سائول استدلال می‌کند که به‌طور کلی اینطور نیست که لزوماً دروغ از نظر اخلاقی بدتر از گمراه کردن باشد. لوول اندرسون، در بررسی خود از این کتاب، می‌گوید: «کتاب او افزوده‌ای عالی به ادبیات رو به رشدی است که می‌توان آن را فلسفه کاربردی زبان در نظر گرفت». این کار منجر به این شد که سائول مشاور اداره مقررات آماری بریتانیا در توسعه کار خود در مورد گمراه‌کنندگی استفاده از آمار باشد، جایی که هرگونه باور نادرست مشروط به شواهد موجود است.
در فلسفه زبان، جنیفر سائول به دلیل کارش در مورد جایگزینی اصطلاحات ارجاعی در جملات ساده نیز شناخته شده‌است. اگرچه عموماً پذیرفته شده‌است که جایگزینی کلمات در زمینه‌های نگرش گزاره‌ای ناموفق است، سائول استدلال می‌کند که جانشینی کلمات می‌تواند در جملاتی که هیچ فعل دارای بار روان‌شناختی ندارند نیز شکست بخورد. این سؤالاتی را در مورد معنایی نام‌ها نگرش ایجاد می‌کند. در سال ۲۰۰۷، سائول جملات ساده، جایگزینی و شهودی را منتشر کرد (انتشارات دانشگاه آکسفورد) که در آن دیدگاه‌های خود را در مورد این موضوعات با توجه به مفاهیم روش شناختی آنها توسعه داد. جنیفر دوک یونگ دربارهٔ این کتاب می‌گوید: «سائول با نشان دادن ناکافی بودن محاسبات موجود، مطالعه شکست در جایگزینی جملات ساده را پیش می‌برد، اما شاید مهم‌تر از آن، این کتاب پرسش‌های مهمی را در مورد نقش مشکل‌ساز شهودهای معنایی که اغلب بدون سؤال استفاده می‌شوند، مورد توجه قرار می‌دهد. در حوزه ای مانند فلسفه زبان که در آن شهودها اغلب نوع اولیه داده‌هایی که ما در دسترس داریم، این مطالعه متمرکز نقش و ماهیت آنها مهم و از لخاظ آکادمیک قابل استقبال است.
در فلسفه فمینیستی، سائول به خاطر کتابش با عنوان فمینیسم: مسائل و استدلال‌ها، از انتشارات دانشگاه آکسفورد (۲۰۰۳) شناخته می‌شود، این کتاب متنی است مقدماتی که انواع دیدگاه‌های فمینیستی را بررسی می‌کند و کاربرد آنها را در بحث‌هایی مانند پورنوگرافی، سقط جنین، و حجاب بررسی می‌کند. لوئیز آنتونی می‌گوید: «مقدمهٔ قابل دسترس و جذاب سائول با مسائل فلسفی در فمینیسم، دانشجویان از همه گرایش‌های سیاسی را به چالش می‌کشد. ساول با الگوبرداری از روش فلسفی خوب، خوانندگان خود را به برخی از مهم‌ترین و جالب‌ترین مجادلات مطالعات جنسیتی معاصر می‌کشاند." او همچنین کارهای مهمی در زمینه پورنوگرافی، شیء سازی و تاریخچه ویبراتور انجام داده‌است.
از سال ۲۰۱۱ تا ۲۰۱۳، سائول مدیر پروژه تحقیقاتی بین‌المللی تعصب ضمنی و فلسفه با بودجه لورهولم بود. این پروژه نزدیک به ۱۰۰ محقق در فلسفه و روان‌شناسی را گرد هم آورد تا پیامدهای تحقیق در مورد سوگیری ضمنی و موضوعات مرتبط برای معرفت‌شناسی، فلسفه ذهن و فلسفه اخلاقی/سیاسی را بررسی کنند.

## جوایز
در دسامبر ۲۰۱۱، جایزه زن برجسته فیلسوف در واشینگتن دی سی توسط انجمن زنان در فلسفه به سائول اعطا شد. سائول در پاسخ به دریافت این جایزه گفت: «از این موضوع بسیار مفتخرم و کاملاً مبهوت هستم. به خصوص فوق‌العاده است که با انجام کاربردهای عملی فلسفه به عنوان عامل ایجاد تغییر در زندگی مردم شناخته شوید. برای من، این بالاترین افتخاری است که ممکن است وجود داشته باشد.»

## آثار

### کتاب‌ها
- دروغگویی، گمراه کردن، و آنچه گفته می‌شود: کاوشی در فلسفه زبان و اخلاق (انتشارات دانشگاه آکسفورد، ۲۰۱۲)
- جایگزینی، جملات ساده و شهود (انتشارات دانشگاه آکسفورد، ۲۰۰۷)
- فمینیسم: مسائل و استدلال‌ها (انتشارات دانشگاه آکسفورد، ۲۰۰۳)

### مقالات
- "اصطلاحات و فلسفه زبان از نظر سیاسی مهم: مسائل روش شناختی"، در مشارکت‌های تحلیلی فمینیستی به فلسفه سنتی، ویرایش شده توسط آنیتا سوپرسون و شارون کراسنو (انتشارات دانشگاه آکسفورد، ۲۰۱۲)
- "سوگیری ضمنی، تهدید کلیشه ای و زنان در فلسفه"، در زنان در فلسفه: چه چیزی باید تغییر کند؟ ویرایش شده توسط فیونا جنکینز و کاترینا هاچیسون، (انتشارات دانشگاه آکسفورد ۲۰۱۳)
- "فقط برو جلو و دروغ"، تجزیه و تحلیل، ژانویه ۲۰۱۲
- «رتبه‌بندی کیفیت و رتبه‌بندی شهرت: مشکلات هر دو از جانب تعصب ضمنی»، مجله فلسفه اجتماعی، ۱۳۹۱
- "دانش سازنده یا جهل تداوم دهنده؟" فقه، ۱۳۹۱
- "تلویحات مکالمه، معنای سخنران و قابلیت محاسبه" کلاوس پتروس (ویرایشگر) معنا و تحلیل: مقالات جدید در مورد اچ. پل گریس، (پالگریو مک میلان، ۲۰۱۰)
- کلاوس پتروس (ویرایشگر) معنی و تحلیل: مقالات جدید در مورد اچ. پل گریس، پالگریو ۲۰۱۰، ۱۷۰–۱۸۳.
- «معنای گوینده، آنچه گفته می‌شود و آنچه بر آن دلالت دارد»، نوس، ش۳۶ شماره ۲، ۲۰۰۲، ص ۲۲۸–۲۴۸.
- «آنچه گفته می‌شود و واقعیت روان‌شناختی: پروژه گریس و نقد نظریه‌پردازان مرتبط»، زبان‌شناسی و فلسفه، ۲۵، ۲۰۰۲، صفحات ۳۴۷–۳۷۲.
- "Intensional Transitives چیست؟"، مجموعه مقالات انجمن ارسطویی، ۲۰۰۲، جلد تکمیلی LXXVI, 2002, pp 101-120.
- (با دیوید براون) "جملات ساده، جایگزینی، و ارزیابی‌های اشتباه"، مطالعات فلسفی، جلد. ۱۱۱، ۲۰۰۲، صفحات ۱–۴۱.